# Scholochowe
Scholochowe (ukrainisch Шолохове; russisch Шолохово Scholochowo) ist ein Dorf im Süden der ukrainischen Oblast Dnipropetrowsk mit etwa 3200 Einwohnern (2004).
Die 1740 erstmals schriftlich erwähnte Ortschaft liegt an der Mündung der Solona in den Basawluk 37 km nordwestlich vom Rajonzentrum Nikopol. Die Stadt Pokrow liegt 20 km südwestlich der Ortschaft.
Am 23. November 2018 wurde das Dorf ein Teil der neugegründeten Stadtgemeinde Pokrow, bis dahin bildete er zusammen mit den Dörfern Myroniwka (Миронівка) und Uljaniwka (Улянівка) die gleichnamige Landratsgemeinde Scholochowe (Шолоховська сільська рада/Scholochowska silska rada) im Westen des Rajons Nikopol.